# Elecciones provinciales de San Juan de 2015
Las Elecciones Generales de la Provincia de San Juan 2015 se realizaron el 25 de octubre de 2015. Además de los cargos ejecutivos, se eligieron 34 Diputados.

## Resultados

### Primarias
El 9 de agosto de 2015 se realizaron las Elecciones Primarias, Abiertas, Simultáneas y Obligatorias (PASO), quedando habilitadas para participar en las elecciones generales aquellas fuerzas que alcanzaron el 1,5% de los votos positivos.
| Partido/Alianza       | Partido/Alianza            | Fórmula                | Fórmula                        | Interna               | Interna               | Partido | Partido |
| Partido/Alianza       | Partido/Alianza            | Gobernador             | Vicegobernador                 | Votos                 | %                     | Votos   | %       |
| --------------------- | -------------------------- | ---------------------- | ------------------------------ | --------------------- | --------------------- | ------- | ------- |
|                       | Frente para la Victoria    | Sergio Uñac            | Marcelo Lima                   | 200.372               | 85,90                 | 233.261 | 61,06   |
| Ruperto Eduardo Godoy | Frente para la Victoria    | Marita Benavente       | 32.889                         | 14,10                 |                       | 233.261 | 61,06   |
|                       | Compromiso por San Juan    | Roberto Basualdo       | Enrique Conti                  | 93.746                | 100                   | 93.746  | 24,54   |
|                       | Juntos por San Juan        | Martín Turcumán        | Gustavo Costamagna             | 39.494                | 100                   | 39.494  | 10,34   |
|                       | Frente Progresista Popular | Benjamin Kuchen        | Conrado Suárez Jofré           | 4.793                 | 69,32                 | 6.914   | 1,81    |
| Alberto Agüero        | Frente Progresista Popular | Edith Liquitay         | 2.121                          | 30,68                 |                       | 6.914   | 1,81    |
|                       | Cruzada Renovadora         | Alfredo Avelín Nollens | Carlos Navas                   | 7.024                 | 100                   | 7.024   | 1,84    |
|                       | MST-Nueva Izquierda        | Mary Garrido           | Segio Francisco Campos Lescano | 1.570                 | 100                   | 1.570   | 0,41    |
| Votos positivos       | Votos positivos            | Votos positivos        | Votos positivos                | Votos positivos       | Votos positivos       | 382.009 | 92,65   |
| Votos en blanco/nulos | Votos en blanco/nulos      | Votos en blanco/nulos  | Votos en blanco/nulos          | Votos en blanco/nulos | Votos en blanco/nulos | 30.311  | 7,35    |
| Participación         | Participación              | Participación          | Participación                  | Participación         | Participación         | 412.320 | 76,84   |
| Electores registrados | Electores registrados      | Electores registrados  | Electores registrados          | Electores registrados | Electores registrados | 536.604 | 100     |
| Fuente:               |                            |                        |                                |                       |                       |         |         |

### Gobernador y vicegobernador
| Fórmula                                   | Fórmula                        | Partido/Alianza               | Partido/Alianza               | Votos   | %     |
| Gobernador                                | Vicegobernador                 | Partido/Alianza               | Partido/Alianza               | Votos   | %     |
| ----------------------------------------- | ------------------------------ | ----------------------------- | ----------------------------- | ------- | ----- |
| Sergio Uñac                               | Marcelo Lima                   |                               | Frente para la Victoria       | 213.244 | 53,59 |
| Roberto Basualdo                          | Enrique Conti                  |                               | Compromiso por San Juan       | 121.838 | 30,62 |
| Martín Turcumán                           | Gustavo Costamagna             |                               | Juntos por San Juan           | 48.560  | 12,20 |
| Benjamin Rafael Kuchen                    | Luis Conrado Suárez Jofré      |                               | Frente Progresista Popular    | 6.760   | 1,70  |
| Alfredo Avelín Nollens                    | Carlos Emeterio Navas          |                               | Cruzada Renovadora            | 5.596   | 1,41  |
| Mary Garrido                              | Segio Francisco Campos Lescano |                               | MST-Nueva Izquierda           | 1.905   | 0,48  |
| Votos positivos                           | Votos positivos                | Votos positivos               | Votos positivos               | 397.903 | 93,00 |
| Votos en blanco                           | Votos en blanco                | Votos en blanco               | Votos en blanco               | 25.924  | 6,06  |
| Votos nulos                               | Votos nulos                    | Votos nulos                   | Votos nulos                   | 3.410   | 0,80  |
| Votos recurridos e impugnados             | Votos recurridos e impugnados  | Votos recurridos e impugnados | Votos recurridos e impugnados | 618     | 0,14  |
| Participación                             | Participación                  | Participación                 | Participación                 | 427.855 | 82,44 |
| Electores registrados                     | Electores registrados          | Electores registrados         | Electores registrados         | 518.975 | 100   |
| Mesas escrutadas: 1.553 de 1.606 (96,70%) |                                |                               |                               |         |       |
| Fuente:                                   |                                |                               |                               |         |       |

### Cámara de Diputados
| Partido/Alianza                           | Partido/Alianza               | Diputado proporcional | Diputado proporcional | Diputado proporcional | Diputado proporcional | Diputado departamental | Diputado departamental | Diputado departamental | Bancas totales |
| Partido/Alianza                           | Partido/Alianza               | Votos                 | %                     | Bancas                | Electos | Votos                  | %                      | Bancas                 | Bancas totales |
| ----------------------------------------- | ----------------------------- | --------------------- | --------------------- | --------------------- | --- | ---------------------- | ---------------------- | ---------------------- | -------------- |
|                                           | Frente para la Victoria       | 199.415               | 52,04                 | 10/17                 | Ver electos: - Eduardo Omar Cabello - Amanda Rosa Días - Daiana Luna Font - Pedro Oscar Mallea - Mauro Marinero - Héctor Rubén Pérez Silva - Clara Silvia Pérez - Graciela Hilda Seva - Mario Ramón Tello - José Rubén Uñac | 186.420                | 48,81                  | 13/19                  | 23/36          |
|                                           | Compromiso por San Juan       | 117.453               | 30,65                 | 5/17                  | Ver electos: - César Eugenio Aguilar - Susana Alicia Laciar - Carlos A. Munizaga Almenzar - Juan José Orrego - Gustavo Walter Usin                                                                                          | 126.127                | 33,03                  | 6/19                   | 11/36          |
|                                           | Juntos por San Juan           | 51.657                | 13,48                 | 2/17                  | Ver electos: - Eduardo Rubén Castro - Fernando Luis Moya | 54.563                 | 14,29                  |                        | 2/36           |
|                                           | Frente Progresista Popular    | 7.559                 | 1,97                  |                       | | 8.112                  | 2,12                   |                        |                |
|                                           | Cruzada Renovadora            | 5.238                 | 1,37                  | 5.356                 | 1,40 |                        |                        |                        |                |
|                                           | MST-Nueva Izquierda           | 1.884                 | 0,49                  | 1.325                 | 0,35 |                        |                        |                        |                |
| Votos positivos                           | Votos positivos               | 383.206               | 90,44                 | 381.903               | 90,18 |                        |                        |                        |                |
| Votos en blanco                           | Votos en blanco               | 36.821                | 8,69                  | 37.887                | 8,95 |                        |                        |                        |                |
| Votos nulos                               | Votos nulos                   | 3.122                 | 0,74                  | 3.157                 | 0,75 |                        |                        |                        |                |
| Votos recurridos e impugnados             | Votos recurridos e impugnados | 582                   | 0,14                  | 552                   | 0,13 |                        |                        |                        |                |
| Participación                             | Participación                 | 423.731               | 81,65                 | 423.499               | 81,60 |                        |                        |                        |                |
| Electores registrados                     | Electores registrados         | 518.975               | 100                   | 518.975               | 100 |                        |                        |                        |                |
| Mesas escrutadas: 1.553 de 1.606 (96,70%) |                               |                       |                       |                       | |                        |                        |                        |                |
| Fuente:                                   |                               |                       |                       |                       | |                        |                        |                        |                |

#### Resultados por departamentos
| 25 de Mayo 1 Diputado         | 25 de Mayo 1 Diputado         | 25 de Mayo 1 Diputado | 25 de Mayo 1 Diputado | 25 de Mayo 1 Diputado           |
| Partido/Alianza               | Partido/Alianza               | Votos                 | %                     | Electo                          |
| ----------------------------- | ----------------------------- | --------------------- | --------------------- | ------------------------------- |
|                               | Frente para la Victoria       | 5.089                 | 55,30                 | - Rodolfo Alejandro Jalife      |
|                               | Compromiso por San Juan       | 3.053                 | 33,17                 |                                 |
|                               | Juntos por San Juan           | 627                   | 6,81                  |                                 |
|                               | Cruzada Renovadora            | 292                   | 3,17                  |                                 |
|                               | Frente Progresista Popular    | 117                   | 1,27                  |                                 |
|                               | MST-Nueva Izquierda           | 25                    | 0,27                  |                                 |
| Votos positivos               | Votos positivos               | 9.203                 | 95,78                 |                                 |
| Votos en blanco               | Votos en blanco               | 360                   | 3,75                  |                                 |
| Votos nulos                   | Votos nulos                   | 29                    | 0,30                  |                                 |
| Votos recurridos e impugnados | Votos recurridos e impugnados | 16                    | 0,17                  |                                 |
| Participación                 | Participación                 | 9.608                 | 80,98                 |                                 |
| Electores registrados         | Electores registrados         | 11.865                | 100                   |                                 |
| 9 de Julio 1 Diputado         |                               |                       |                       |                                 |
| Partido/Alianza               | Partido/Alianza               | Votos                 | %                     | Electo                          |
|                               | Frente para la Victoria       | 3.233                 | 48,16                 | - Walberto Enrique Allende      |
|                               | Compromiso por San Juan       | 3.155                 | 47,00                 |                                 |
|                               | Juntos por San Juan           | 182                   | 2,71                  |                                 |
|                               | Cruzada Renovadora            | 86                    | 1,28                  |                                 |
|                               | MST-Nueva Izquierda           | 39                    | 0,58                  |                                 |
|                               | Frente Progresista Popular    | 18                    | 0,27                  |                                 |
| Votos positivos               | Votos positivos               | 6.713                 | 92,73                 |                                 |
| Votos en blanco               | Votos en blanco               | 472                   | 6,52                  |                                 |
| Votos nulos                   | Votos nulos                   | 44                    | 0,61                  |                                 |
| Votos recurridos e impugnados | Votos recurridos e impugnados | 10                    | 0,14                  |                                 |
| Participación                 | Participación                 | 7.239                 | 87,57                 |                                 |
| Electores registrados         | Electores registrados         | 8.267                 | 100                   |                                 |
| Albardón 1 Diputado           |                               |                       |                       |                                 |
| Partido/Alianza               | Partido/Alianza               | Votos                 | %                     | Electo                          |
|                               | Frente para la Victoria       | 7.870                 | 57,74                 | - Cristina López Valverde       |
|                               | Compromiso por San Juan       | 2.749                 | 20,17                 |                                 |
|                               | Juntos por San Juan           | 1.896                 | 13,91                 |                                 |
|                               | Frente Progresista Popular    | 971                   | 7,12                  |                                 |
|                               | Cruzada Renovadora            | 145                   | 1,06                  |                                 |
| Votos positivos               | Votos positivos               | 13.631                | 91,99                 |                                 |
| Votos en blanco               | Votos en blanco               | 1.133                 | 7,65                  |                                 |
| Votos nulos                   | Votos nulos                   | 42                    | 0,28                  |                                 |
| Votos recurridos e impugnados | Votos recurridos e impugnados | 12                    | 0,08                  |                                 |
| Participación                 | Participación                 | 14.818                | 84,19                 |                                 |
| Electores registrados         | Electores registrados         | 17.600                | 100                   |                                 |
| Angaco 1 Diputado             |                               |                       |                       |                                 |
| Partido/Alianza               | Partido/Alianza               | Votos                 | %                     | Electo                          |
|                               | Frente para la Victoria       | 2.072                 | 39,28                 | - Carlos Roberto Maza Pezé      |
|                               | Juntos por San Juan           | 1.463                 | 27,73                 |                                 |
|                               | Frente Progresista Popular    | 920                   | 17,44                 |                                 |
|                               | Compromiso por San Juan       | 645                   | 12,23                 |                                 |
|                               | Cruzada Renovadora            | 175                   | 3,32                  |                                 |
| Votos positivos               | Votos positivos               | 5.275                 | 92,66                 |                                 |
| Votos en blanco               | Votos en blanco               | 375                   | 6,59                  |                                 |
| Votos nulos                   | Votos nulos                   | 39                    | 0,69                  |                                 |
| Votos recurridos e impugnados | Votos recurridos e impugnados | 4                     | 0,07                  |                                 |
| Participación                 | Participación                 | 5.693                 | 83,49                 |                                 |
| Electores registrados         | Electores registrados         | 6.819                 | 100                   |                                 |
| Calingasta 1 Diputado         |                               |                       |                       |                                 |
| Partido/Alianza               | Partido/Alianza               | Votos                 | %                     | Electo                          |
|                               | Frente para la Victoria       | 3.394                 | 62,23                 | - Emilio Alfredo Amín           |
|                               | Compromiso por San Juan       | 1.653                 | 30,31                 |                                 |
|                               | Juntos por San Juan           | 276                   | 5,06                  |                                 |
|                               | Cruzada Renovadora            | 131                   | 2,40                  |                                 |
| Votos positivos               | Votos positivos               | 5.454                 | 91,63                 |                                 |
| Votos en blanco               | Votos en blanco               | 442                   | 7,43                  |                                 |
| Votos nulos                   | Votos nulos                   | 52                    | 0,87                  |                                 |
| Votos recurridos e impugnados | Votos recurridos e impugnados | 4                     | 0,07                  |                                 |
| Participación                 | Participación                 | 5.952                 | 80,91                 |                                 |
| Electores registrados         | Electores registrados         | 7.356                 | 100                   |                                 |
| Capital 1 Diputado            |                               |                       |                       |                                 |
| Partido/Alianza               | Partido/Alianza               | Votos                 | %                     | Electo                          |
|                               | Frente para la Victoria       | 26.483                | 40,72                 | - Leonardo César Gioja          |
|                               | Compromiso por San Juan       | 19.000                | 29,22                 |                                 |
|                               | Juntos por San Juan           | 16.666                | 25,63                 |                                 |
|                               | Frente Progresista Popular    | 1.647                 | 2,53                  |                                 |
|                               | Cruzada Renovadora            | 807                   | 1,24                  |                                 |
|                               | MST-Nueva Izquierda           | 430                   | 0,66                  |                                 |
| Votos positivos               | Votos positivos               | 65.033                | 89,73                 |                                 |
| Votos en blanco               | Votos en blanco               | 6.816                 | 9,40                  |                                 |
| Votos nulos                   | Votos nulos                   | 558                   | 0,77                  |                                 |
| Votos recurridos e impugnados | Votos recurridos e impugnados | 72                    | 0,10                  |                                 |
| Participación                 | Participación                 | 72.479                | 80,11                 |                                 |
| Electores registrados         | Electores registrados         | 90.470                | 100                   |                                 |
| Caucete 1 Diputado            |                               |                       |                       |                                 |
| Partido/Alianza               | Partido/Alianza               | Votos                 | %                     | Electo                          |
|                               | Compromiso por San Juan       | 9.403                 | 48,65                 | - Jorge Alberto Frías           |
|                               | Frente para la Victoria       | 7.132                 | 36,90                 |                                 |
|                               | Juntos por San Juan           | 2.507                 | 12,97                 |                                 |
|                               | Cruzada Renovadora            | 148                   | 0,77                  |                                 |
|                               | Frente Progresista Popular    | 79                    | 0,41                  |                                 |
|                               | MST-Nueva Izquierda           | 60                    | 0,31                  |                                 |
| Votos positivos               | Votos positivos               | 19.329                | 86,56                 |                                 |
| Votos en blanco               | Votos en blanco               | 2.855                 | 12,79                 |                                 |
| Votos nulos                   | Votos nulos                   | 113                   | 0,51                  |                                 |
| Votos recurridos e impugnados | Votos recurridos e impugnados | 33                    | 0,15                  |                                 |
| Participación                 | Participación                 | 22.330                | 80,93                 |                                 |
| Electores registrados         | Electores registrados         | 27.593                | 100                   |                                 |
| Chimbas 1 Diputado            |                               |                       |                       |                                 |
| Partido/Alianza               | Partido/Alianza               | Votos                 | %                     | Electo                          |
|                               | Frente para la Victoria       | 25.223                | 59,21                 | - Andrés O. Chanampa Nieri      |
|                               | Juntos por San Juan           | 8.519                 | 20,00                 |                                 |
|                               | Compromiso por San Juan       | 8.214                 | 19,28                 |                                 |
|                               | Cruzada Renovadora            | 641                   | 1,50                  |                                 |
| Votos positivos               | Votos positivos               | 42.597                | 90,27                 |                                 |
| Votos en blanco               | Votos en blanco               | 4.160                 | 8,82                  |                                 |
| Votos nulos                   | Votos nulos                   | 367                   | 0,78                  |                                 |
| Votos recurridos e impugnados | Votos recurridos e impugnados | 66                    | 0,14                  |                                 |
| Participación                 | Participación                 | 47.190                | 79,77                 |                                 |
| Electores registrados         | Electores registrados         | 59.155                | 100                   |                                 |
| Iglesia 1 Diputado            |                               |                       |                       |                                 |
| Partido/Alianza               | Partido/Alianza               | Votos                 | %                     | Electo                          |
|                               | Frente para la Victoria       | 2.683                 | 55,90                 | - Jorge Leopoldo Espejo         |
|                               | Compromiso por San Juan       | 1.586                 | 33,04                 |                                 |
|                               | Juntos por San Juan           | 467                   | 9,73                  |                                 |
|                               | Cruzada Renovadora            | 64                    | 1,33                  |                                 |
| Votos positivos               | Votos positivos               | 4.800                 | 89,55                 |                                 |
| Votos en blanco               | Votos en blanco               | 492                   | 9,18                  |                                 |
| Votos nulos                   | Votos nulos                   | 66                    | 1,23                  |                                 |
| Votos recurridos e impugnados | Votos recurridos e impugnados | 2                     | 0,04                  |                                 |
| Participación                 | Participación                 | 5.360                 | 82,26                 |                                 |
| Electores registrados         | Electores registrados         | 6.516                 | 100                   |                                 |
| Jáchal 1 Diputado             |                               |                       |                       |                                 |
| Partido/Alianza               | Partido/Alianza               | Votos                 | %                     | Electo                          |
|                               | Frente para la Victoria       | 4.500                 | 35,83                 | - Jorge Washington Barifusa     |
|                               | Compromiso por San Juan       | 4.219                 | 33,59                 |                                 |
|                               | Frente Progresista Popular    | 2.796                 | 22,26                 |                                 |
|                               | Juntos por San Juan           | 914                   | 7,28                  |                                 |
|                               | Cruzada Renovadora            | 131                   | 1,04                  |                                 |
| Votos positivos               | Votos positivos               | 12.560                | 90,25                 |                                 |
| Votos en blanco               | Votos en blanco               | 1.182                 | 8,49                  |                                 |
| Votos nulos                   | Votos nulos                   | 169                   | 1,21                  |                                 |
| Votos recurridos e impugnados | Votos recurridos e impugnados | 6                     | 0,04                  |                                 |
| Participación                 | Participación                 | 13.917                | 81,96                 |                                 |
| Electores registrados         | Electores registrados         | 16.980                | 100                   |                                 |
| Pocito 1 Diputado             |                               |                       |                       |                                 |
| Partido/Alianza               | Partido/Alianza               | Votos                 | %                     | Electo                          |
|                               | Frente para la Victoria       | 18.386                | 67,93                 | - Marcela Gema Monti            |
|                               | Compromiso por San Juan       | 4.798                 | 17,73                 |                                 |
|                               | Juntos por San Juan           | 2.939                 | 10,89                 |                                 |
|                               | Cruzada Renovadora            | 530                   | 1,96                  |                                 |
|                               | Frente Progresista Popular    | 288                   | 1,06                  |                                 |
|                               | MST-Nueva Izquierda           | 126                   | 0,47                  |                                 |
| Votos positivos               | Votos positivos               | 27.067                | 91,43                 |                                 |
| Votos en blanco               | Votos en blanco               | 2.259                 | 7,63                  |                                 |
| Votos nulos                   | Votos nulos                   | 238                   | 0,80                  |                                 |
| Votos recurridos e impugnados | Votos recurridos e impugnados | 41                    | 0,14                  |                                 |
| Participación                 | Participación                 | 29.605                | 81,56                 |                                 |
| Electores registrados         | Electores registrados         | 36.300                | 100                   |                                 |
| Rawson 1 Diputado             |                               |                       |                       |                                 |
| Partido/Alianza               | Partido/Alianza               | Votos                 | %                     | Electo                          |
|                               | Frente para la Victoria       | 36.554                | 56,92                 | - Pablo Alberto García Nieto    |
|                               | Compromiso por San Juan       | 19.193                | 29,89                 |                                 |
|                               | Juntos por San Juan           | 7.267                 | 11,32                 |                                 |
|                               | Cruzada Renovadora            | 900                   | 1,40                  |                                 |
|                               | MST-Nueva Izquierda           | 304                   | 0,47                  |                                 |
| Votos positivos               | Votos positivos               | 64.218                | 90,46                 |                                 |
| Votos en blanco               | Votos en blanco               | 6.141                 | 8,65                  |                                 |
| Votos nulos                   | Votos nulos                   | 542                   | 0,76                  |                                 |
| Votos recurridos e impugnados | Votos recurridos e impugnados | 88                    | 0,12                  |                                 |
| Participación                 | Participación                 | 70.989                | 80,56                 |                                 |
| Electores registrados         | Electores registrados         | 88.123                | 100                   |                                 |
| Rivadavia 1 Diputado          |                               |                       |                       |                                 |
| Partido/Alianza               | Partido/Alianza               | Votos                 | %                     | Electo                          |
|                               | Compromiso por San Juan       | 21.555                | 45,51                 | - Sergio David Miodowsky        |
|                               | Frente para la Victoria       | 18.026                | 38,06                 |                                 |
|                               | Juntos por San Juan           | 6.267                 | 13,23                 |                                 |
|                               | Frente Progresista Popular    | 753                   | 1,59                  |                                 |
|                               | Cruzada Renovadora            | 528                   | 1,11                  |                                 |
|                               | MST-Nueva Izquierda           | 233                   | 0,49                  |                                 |
| Votos positivos               | Votos positivos               | 47.362                | 88,00                 |                                 |
| Votos en blanco               | Votos en blanco               | 5.908                 | 10,98                 |                                 |
| Votos nulos                   | Votos nulos                   | 440                   | 0,82                  |                                 |
| Votos recurridos e impugnados | Votos recurridos e impugnados | 109                   | 0,20                  |                                 |
| Participación                 | Participación                 | 53.819                | 82,58                 |                                 |
| Electores registrados         | Electores registrados         | 65.174                | 100                   |                                 |
| San Martín 1 Diputado         |                               |                       |                       |                                 |
| Partido/Alianza               | Partido/Alianza               | Votos                 | %                     | Electo                          |
|                               | Frente para la Victoria       | 3.459                 | 52,50                 | - Rolando Abel Cámpora          |
|                               | Compromiso por San Juan       | 2.378                 | 36,10                 |                                 |
|                               | Juntos por San Juan           | 329                   | 4,99                  |                                 |
|                               | Cruzada Renovadora            | 262                   | 3,98                  |                                 |
|                               | Frente Progresista Popular    | 142                   | 2,16                  |                                 |
|                               | MST-Nueva Izquierda           | 18                    | 0,27                  |                                 |
| Votos positivos               | Votos positivos               | 6.588                 | 89,72                 |                                 |
| Votos en blanco               | Votos en blanco               | 706                   | 9,61                  |                                 |
| Votos nulos                   | Votos nulos                   | 44                    | 0,60                  |                                 |
| Votos recurridos e impugnados | Votos recurridos e impugnados | 5                     | 0,07                  |                                 |
| Participación                 | Participación                 | 7.343                 | 85,24                 |                                 |
| Electores registrados         | Electores registrados         | 8.615                 | 100                   |                                 |
| Santa Lucía 1 Diputado        |                               |                       |                       |                                 |
| Partido/Alianza               | Partido/Alianza               | Votos                 | %                     | Electo                          |
|                               | Compromiso por San Juan       | 14.835                | 50,95                 | - Carlos Antonio Platero Magias |
|                               | Frente para la Victoria       | 12.058                | 41,41                 |                                 |
|                               | Juntos por San Juan           | 1.937                 | 6,65                  |                                 |
|                               | Cruzada Renovadora            | 196                   | 0,67                  |                                 |
|                               | MST-Nueva Izquierda           | 90                    | 0,31                  |                                 |
| Votos positivos               | Votos positivos               | 29.116                | 89,03                 |                                 |
| Votos en blanco               | Votos en blanco               | 3.285                 | 10,04                 |                                 |
| Votos nulos                   | Votos nulos                   | 246                   | 0,75                  |                                 |
| Votos recurridos e impugnados | Votos recurridos e impugnados | 56                    | 0,17                  |                                 |
| Participación                 | Participación                 | 32.703                | 83,58                 |                                 |
| Electores registrados         | Electores registrados         | 39.126                | 100                   |                                 |
| Sarmiento 1 Diputado          |                               |                       |                       |                                 |
| Partido/Alianza               | Partido/Alianza               | Votos                 | %                     | Electo                          |
|                               | Frente para la Victoria       | 5.955                 | 51,27                 | - Alberto Valentín Hensel       |
|                               | Compromiso por San Juan       | 4.270                 | 36,98                 |                                 |
|                               | Juntos por San Juan           | 1.091                 | 9,45                  |                                 |
|                               | Cruzada Renovadora            | 169                   | 1,46                  |                                 |
|                               | Frente Progresista Popular    | 62                    | 0,57                  |                                 |
| Votos positivos               | Votos positivos               | 11.547                | 92,58                 |                                 |
| Votos en blanco               | Votos en blanco               | 811                   | 6,50                  |                                 |
| Votos nulos                   | Votos nulos                   | 101                   | 0,81                  |                                 |
| Votos recurridos e impugnados | Votos recurridos e impugnados | 14                    | 0,11                  |                                 |
| Participación                 | Participación                 | 12.473                | 81,92                 |                                 |
| Electores registrados         | Electores registrados         | 15.226                | 100                   |                                 |
| Ullum 1 Diputado              |                               |                       |                       |                                 |
| Partido/Alianza               | Partido/Alianza               | Votos                 | %                     | Electo                          |
|                               | Frente para la Victoria       | 1.179                 | 38,11                 |                                 |
|                               | Compromiso por San Juan       | 1.090                 | 35,23                 | - Romina Guadalupe Solera       |
|                               | Juntos por San Juan           | 411                   | 13,28                 |                                 |
|                               | Frente Progresista Popular    | 302                   | 9,76                  |                                 |
|                               | Cruzada Renovadora            | 112                   | 3,62                  |                                 |
| Votos positivos               | Votos positivos               | 3.094                 | 91,70                 |                                 |
| Votos en blanco               | Votos en blanco               | 248                   | 7,35                  |                                 |
| Votos nulos                   | Votos nulos                   | 29                    | 0,86                  |                                 |
| Votos recurridos e impugnados | Votos recurridos e impugnados | 3                     | 0,09                  |                                 |
| Participación                 | Participación                 | 3.374                 | 87,14                 |                                 |
| Electores registrados         | Electores registrados         | 3.872                 | 100                   |                                 |
| Valle Fértil 1 Diputado       |                               |                       |                       |                                 |
| Partido/Alianza               | Partido/Alianza               | Votos                 | %                     | Electo                          |
|                               | Compromiso por San Juan       | 2.804                 | 56,35                 | - Miguel Sepúlveda              |
|                               | Frente para la Victoria       | 2.038                 | 40,96                 |                                 |
|                               | Juntos por San Juan           | 95                    | 1,91                  |                                 |
|                               | Cruzada Renovadora            | 28                    | 0,56                  |                                 |
|                               | Frente Progresista Popular    | 11                    | 0,22                  |                                 |
| Votos positivos               | Votos positivos               | 4.976                 | 97,00                 |                                 |
| Votos en blanco               | Votos en blanco               | 129                   | 2,51                  |                                 |
| Votos nulos                   | Votos nulos                   | 16                    | 0,31                  |                                 |
| Votos recurridos e impugnados | Votos recurridos e impugnados | 9                     | 0,18                  |                                 |
| Participación                 | Participación                 | 5.130                 | 86,44                 |                                 |
| Electores registrados         | Electores registrados         | 5.935                 | 100                   |                                 |
| Zonda 1 Diputado              |                               |                       |                       |                                 |
| Partido/Alianza               | Partido/Alianza               | Votos                 | %                     | Electo                          |
|                               | Compromiso por San Juan       | 1.527                 | 45,72                 | - Edgardo Emilio Sancassani     |
|                               | Frente para la Victoria       | 1.086                 | 32,51                 |                                 |
|                               | Juntos por San Juan           | 710                   | 21,26                 |                                 |
|                               | Cruzada Renovadora            | 11                    | 0,33                  |                                 |
|                               | Frente Progresista Popular    | 6                     | 0,18                  |                                 |
| Votos positivos               | Votos positivos               | 3.340                 | 96,09                 |                                 |
| Votos en blanco               | Votos en blanco               | 113                   | 3,25                  |                                 |
| Votos nulos                   | Votos nulos                   | 22                    | 0,63                  |                                 |
| Votos recurridos e impugnados | Votos recurridos e impugnados | 2                     | 0,06                  |                                 |
| Participación                 | Participación                 | 3.477                 | 87,30                 |                                 |
| Electores registrados         | Electores registrados         | 3.983                 | 100                   |                                 |